# Wrecking ball (Neil Young)
Wrecking ball is een lied dat werd geschreven door Neil Young. Hij bracht het in 1989 uit op zijn album Freedom.
Deze liefdesballad lijkt op het eerste gezicht te gaan over iemand die zijn geliefde wil ontmoeten op een dansbal. De liefelijke tekst staat echter in contrast met de naam van het bal. De titel en het refrein verwijzen namelijk naar een wrecking ball, wat sloopkogel betekent in het Engels. Daarnaast geeft de melodie de indruk dat Young amper zijn bed kan uitkomen.
Volgens een recensie op AllMusic gaat het dan ook niet om een heus dansbal, maar is het lied een illustratie van de zwakte van twee geliefden die zich langzaamaan verliezen aan drugsmisbruik. Dit onderwerp ligt in lijn met meer nummers op het album die ook over drugsverslaving in het Amerika van de jaren tachtig gaan. Voorbeelden hiervan zijn No more en Too far gone. Het lied begint met de ietwat curieuze tekst My life's an open book, you read it on the radio. 
In 1995 kwam er een cover van dit nummer uit, gemaakt door Emmylou Harris. Het album waarop het nummer stond was eveneens getiteld Wrecking ball. Het was goed voor een Grammy Award.